# Temporaalschub

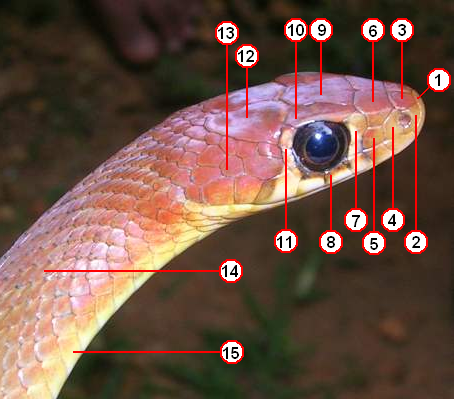
De indeling van de schubben van Amphiesma monticola:
1 = Scutum rostrale (aan de snuit)
2 = Scutum praenasale (voor de neus)
3 = Scutum internasale (tussen de neus)
4 = Scutum postnasale (achter de neus)
5 = Scutum loreale (tussen oog en mond)
6 = Scutum praefrontale (voor het voorhoofd)
7 = Scutum praeoculare (voor het oog)
8 = Scutum supralabiale (boven de lip)
9 = Scutum frontale (aan het voorhoofd)
10 = Scutum supraoculare (boven het oog)
11 = Scutum postoculare (na het oog)
12 = Scutum parietale (aan de zijkant)
13 = Scutum temporale (aan de slaap)
14 = Scutum dorsale (aan de rug)
15 = Scutum ventrale (aan de buik)

De temporaalschubben of temporale schubben zijn de schubben achter het oog aan de bovenzijde van de kop van reptielen zoals hagedissen, slangen en schildpadden. Aan de vorm en positie van de temporaalschubben kunnen de verschillende soorten vaak worden onderscheiden. De temporaalschubben kunnen zowel gepaard als ongepaard zijn. 
Soms komen meerdere rijen temporaalschubben voor op de kop, zoals bij de slang Platyceps ventromaculatus. 

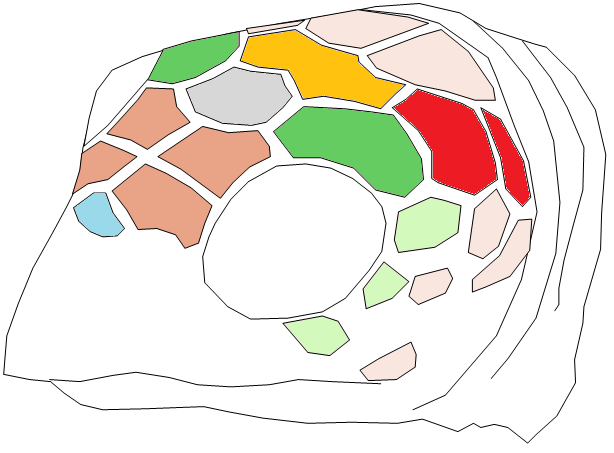
Kop van de karetschildpad (Eretmochelys imbricata), met de temporaalschubben in het.